# Aleksandra Mitič
Aleksandra Mitič (* 23. Mai 1991 in Wien) ist eine serbische Fußballspielerin.

## Karriere

### Verein
Mitič unterschrieb ihren ersten Profi-Vertrag am 11. Dezember 2007 mit dem ÖFB-Frauenliga-Team ASK Erlaa. Nach vier Monaten wechselte sie am 21. März 2008 auf Leihbasis zum SC Wiener Viktoria Sun Company in die Oberliga A. Am 19. Juni 2011 kehrte Mitič nach zwei Jahren auf Leihbasis vom SC Wiener Viktoria zurück zum ASK Erlaa. Nachdem ihr Vertrag mit Erlaa auslief, schloss sie sich am 15. Juli 2011 dem Wiener Sportklub an.